# Theophil Hansen
Pour les articles homonymes, voir Hansen.
Le baron Theophil Edvard von Hansen (né le 13 juillet 1813 à Copenhague et mort le 17 février 1891 à Vienne) est un architecte danois naturalisé autrichien. Il est célèbre pour ses bâtiments néoclassiques à Vienne.

## Carrière
Il fut l'élève de Karl Friedrich Schinkel, puis après avoir étudié à Vienne, il se rendit à Athènes en 1837. Il poursuivit ses études d'architecture et s'intéressa à l'architecture byzantine. Pendant son séjour athénien, il dessina l'Observatoire de la ville ainsi que l'université (en collaboration avec son frère Christian Hansen (en)), l'Académie d'Athènes et la Bibliothèque nationale de Grèce, trois bâtiments néoclassiques contigus. Il revint à Vienne en 1846 où il travailla à l'atelier de Ludwig Förster.
Il fit partie des architectes à qui la création du Ring fut confiée. Il y construisit le parlement néoclassique inspiré par son séjour grec. On lui doit aussi le Musikverein, l'église grecque de la Sainte-Trinité, le palais Ephrussi. Il collabora avec d'autres architectes à la construction de bâtiments de l'arsenal de Vienne, dont le musée d'histoire militaire, ainsi qu'à celle de l'Hôtel National à Vienne.

## Galerie

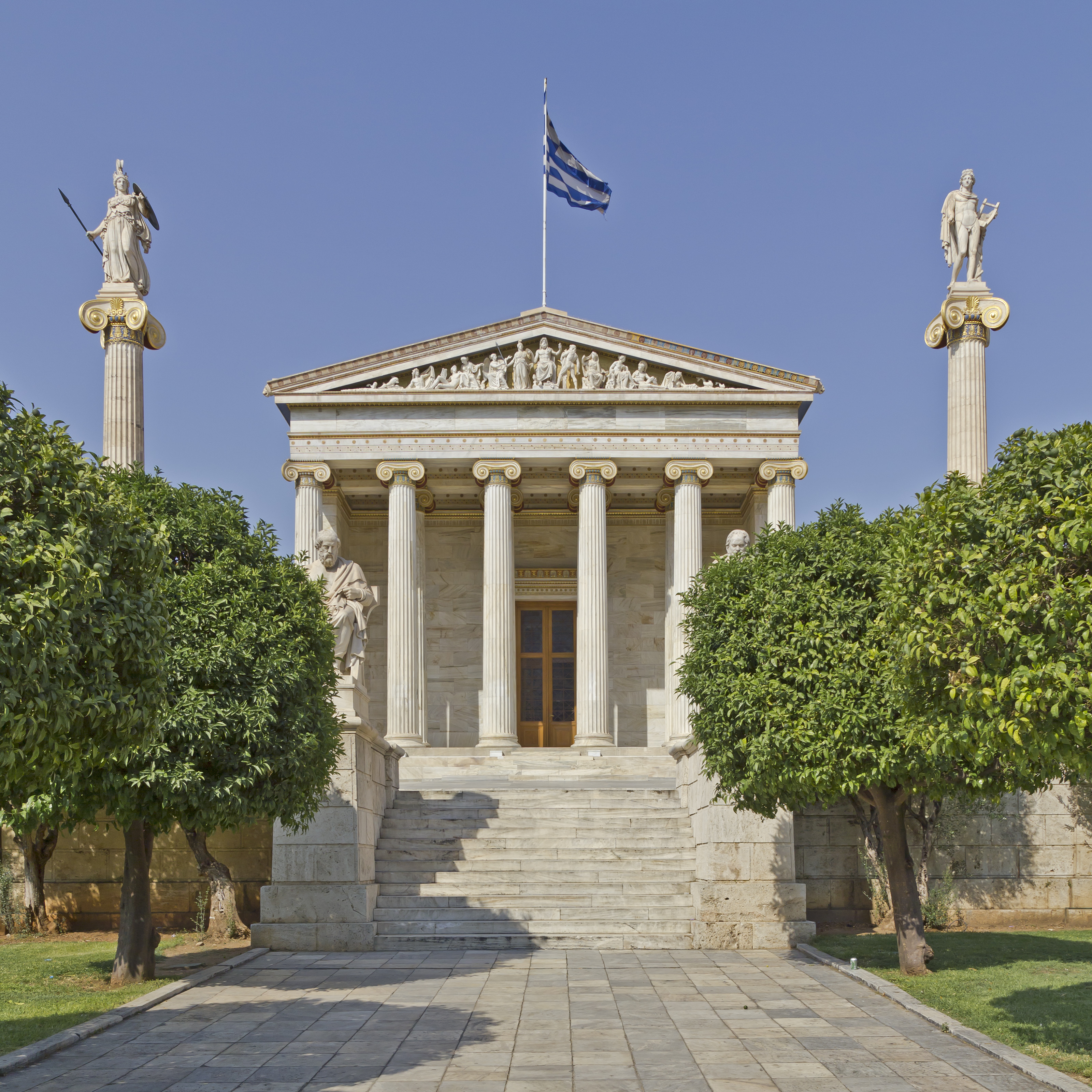
L'Académie d'Athènes
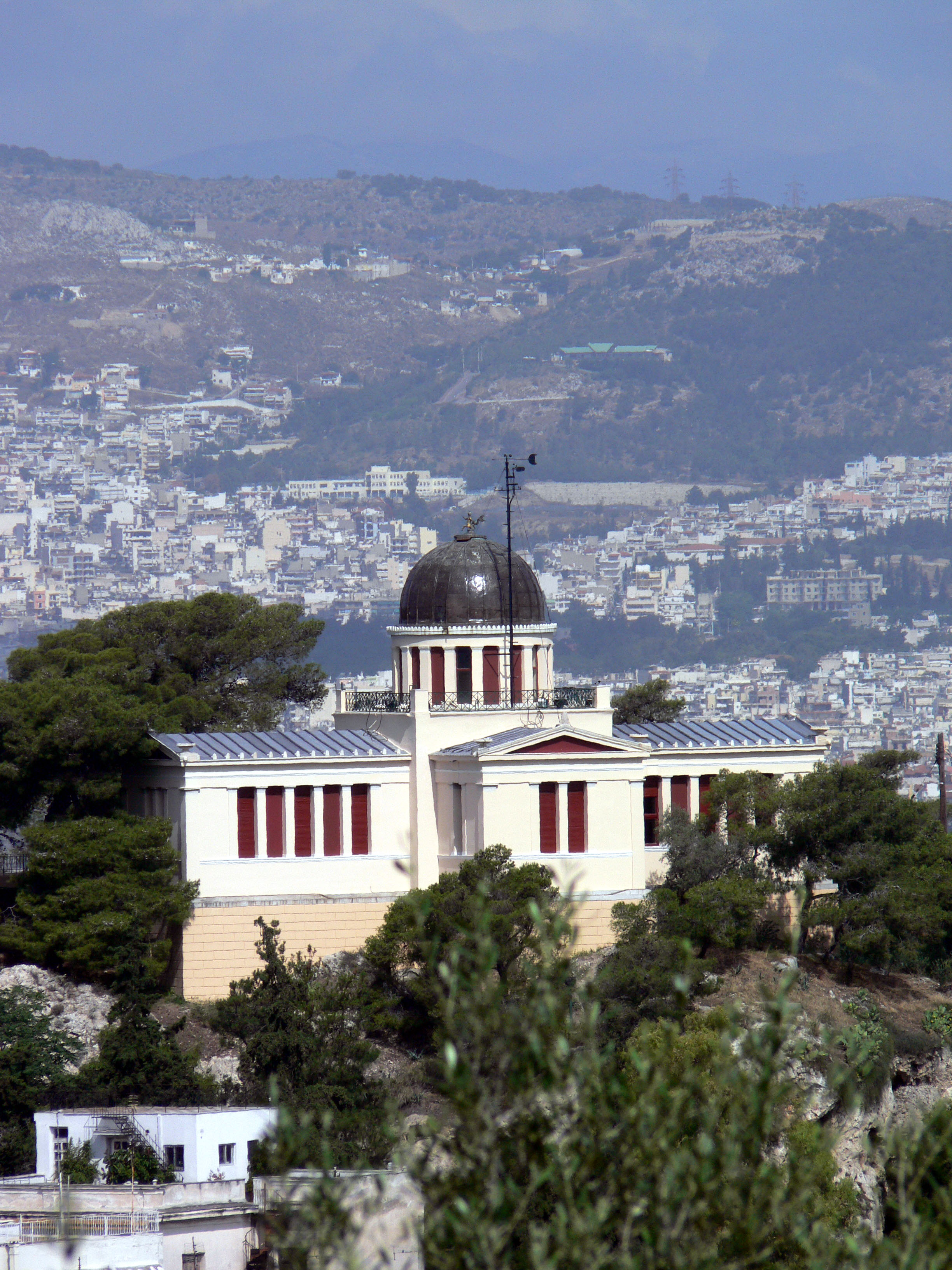
L'observatoire d'Athènes
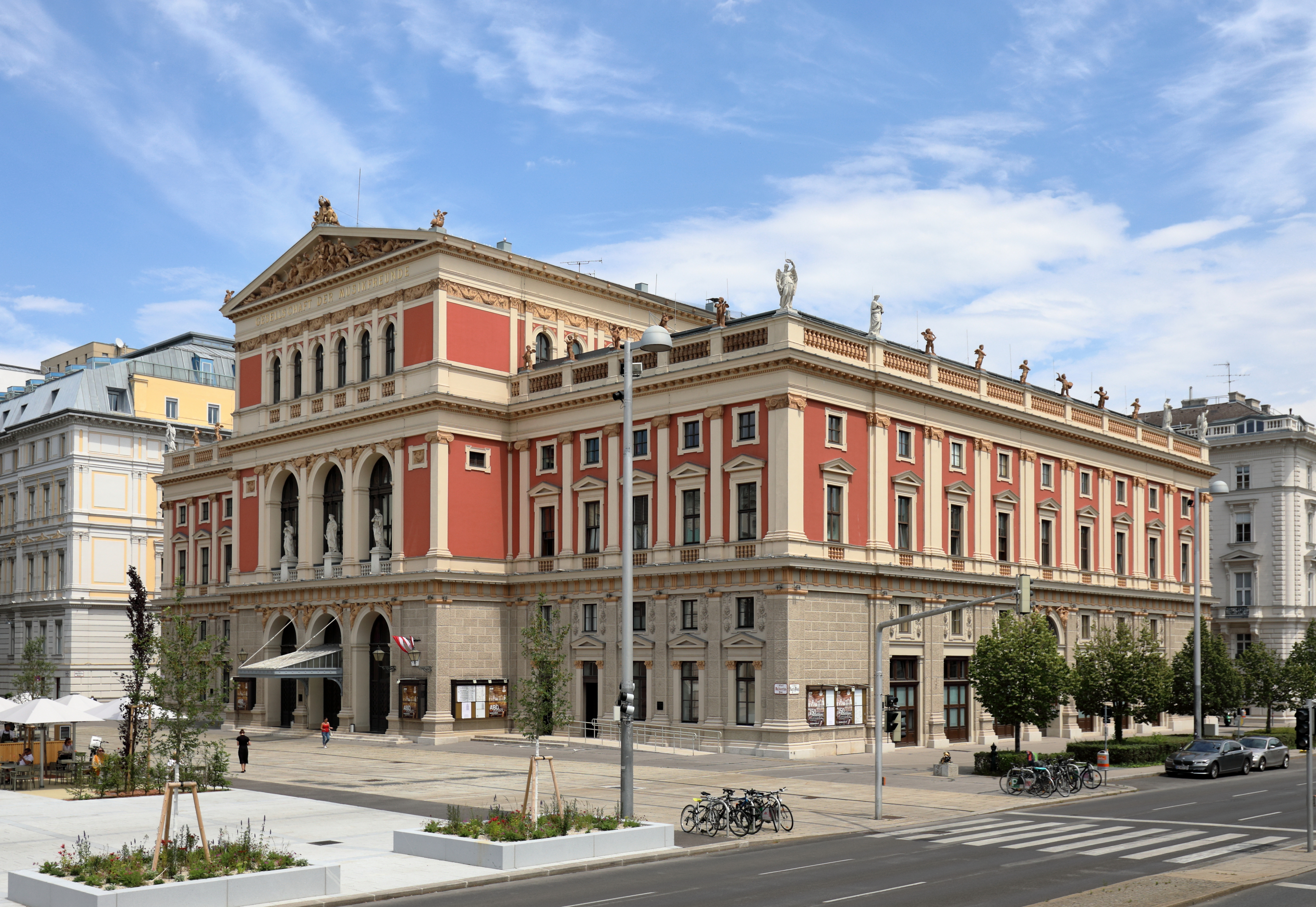
Le Musikverein de Vienne
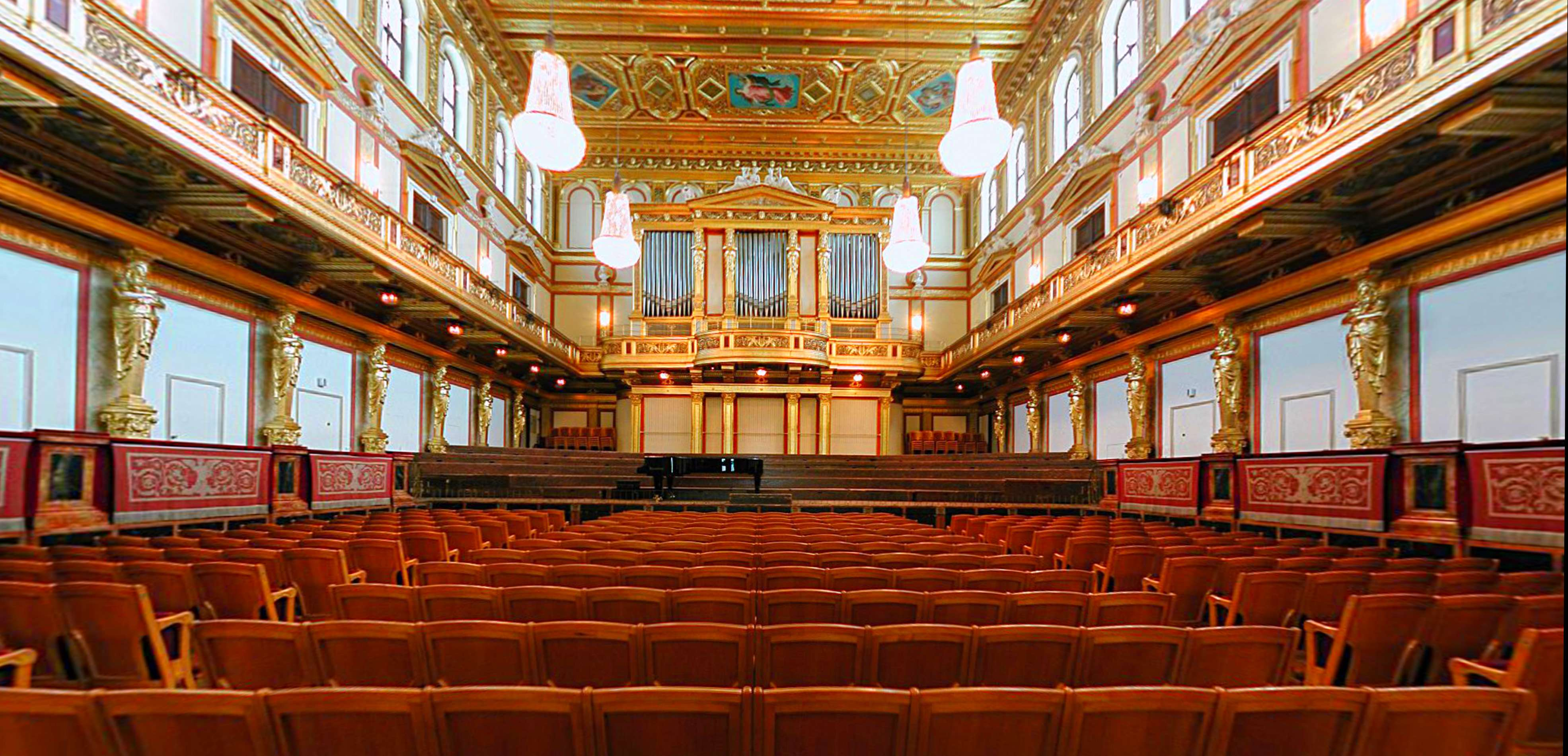
La Goldener Saal du Musikverein
Le Zappeion à Athènes
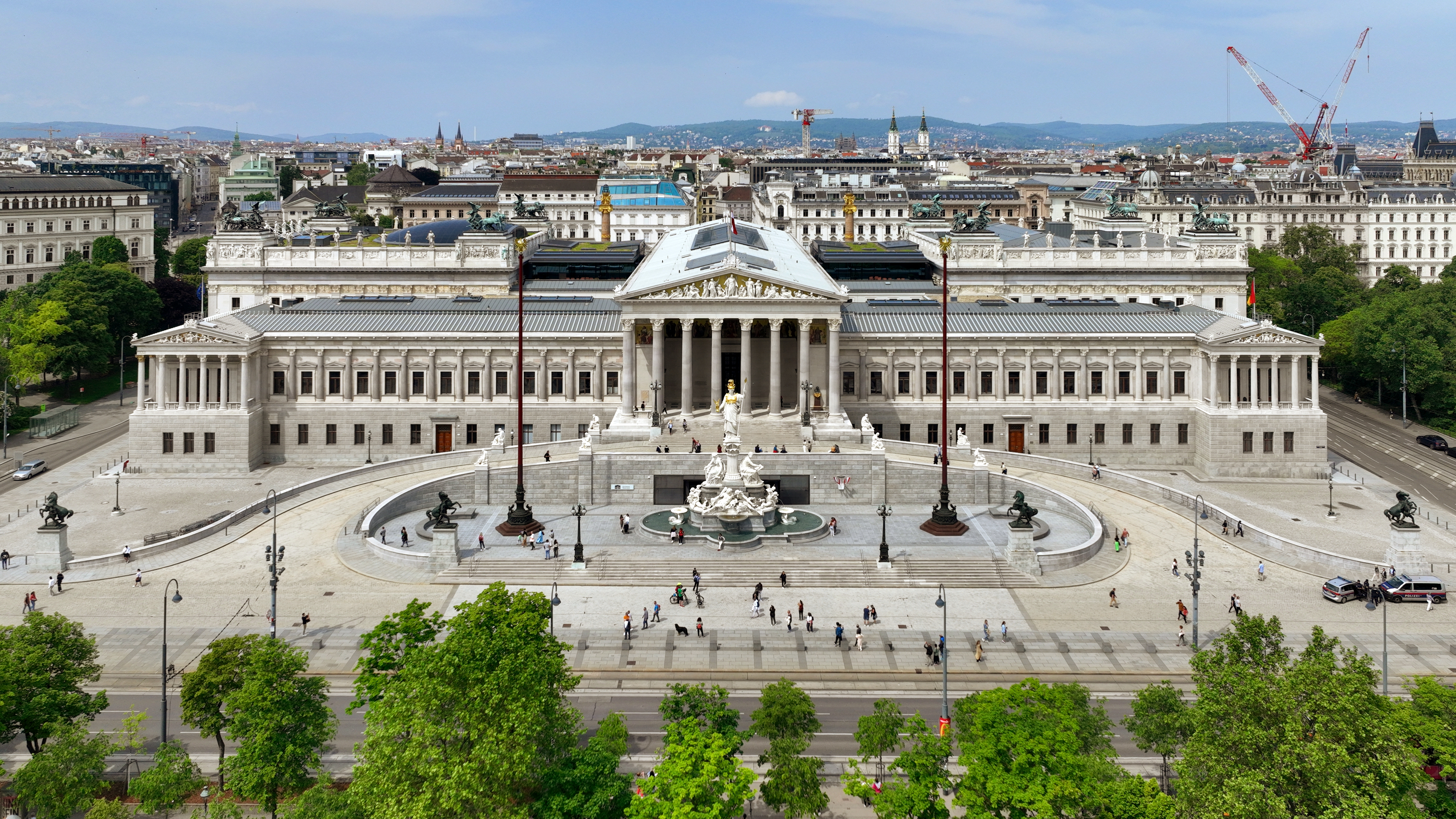
Le parlement de Vienne

## Source
- (en) Cet article est partiellement ou en totalité issu de l’article de Wikipédia en anglais intitulé « Theophil Hansen » (voir la liste des auteurs).